# Précurseur protéique
Pour les articles homonymes, voir précurseur.

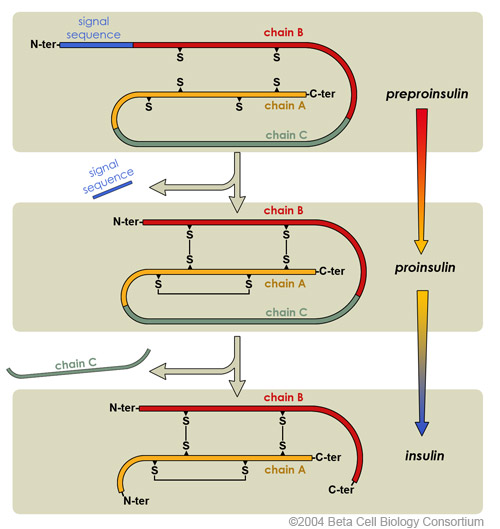
Représentation schématique du processus de l'insuline.D'abord un propeptide (ou précurseur protéique) est synthétisé : la préproinsuline, puis celui-ci va subir des modifications successives (élimination de certains segments et formation de nouvelles liaisons notamment) pour former l'insuline sous sa forme finale

Un précurseur protéique  appelé aussi proprotéine ou propeptide, est une protéine (ou un peptide) inactive pouvant être transformée en protéine active par une modification post-traductionnelle. Le nom du précurseur protéique est souvent le nom de la protéine active précédé du préfixe « pro ». Entrent par exemple dans cette catégorie la proopiomélanocortine (POMC), ou encore la proinsuline précurseur de l'insuline. 
De même, on parle de proenzymes pour les précurseurs protéiques des enzymes. Cependant pour ces derniers la nomenclature est différente : au nom de l'enzyme, on rajoute le suffixe « ogène » (d'où l'autre nom des proenzymes, zymogène) comme le trypsinogène est la proenzyme de la trypsine.
On parle également de précurseurs lorsqu'une unité moléculaire (protéine, acide nucléique…) est assemblée avec des unités différentes (acides aminés, nucléotides…).

## Préproprotéines
Certains précurseurs protéiques sont directement synthétisés par une cellule. Beaucoup d'entre eux sont synthétisés avec le peptide signal N-terminal. Comme les autres protéines qui contiennent un peptide signal, leur nom porte un préfixe « pré ». Leur nom complet est donc préproprotéines ou prépropeptides.
Par exemple, la synthèse de l'insuline débute avec la préproinsuline, peptide de 110 acides aminés précurseur linéaire de la proinsuline. La proinsuline est fabriquée dans les îlots de Langerhans ; après un reploiement de la chaîne linéaire consolidée par des ponts disulfure, la chaîne est « coupée » (excisée) en plusieurs endroits, d'où la création de l'insuline proprement dite.

## Utilité
Un précurseur protéique est souvent utilisé par un organisme lorsque la protéine active peut avoir des propriétés néfastes, mais doit être disponible rapidement et/ou en grande quantité. Par exemple, dans le mécanisme de la digestion, le pancréas sécrète et excrète la trypsine afin (entre autres) de participer à la digestion des protéines. Celle-ci est stockée dans la pancréas sous forme de trypsinogène, car sous forme trypsine, elle pourrait attaquer le pancréas et provoquer une inflammation (pancréatite) de celui-ci.
Les précurseurs sont souvent une cible intéressante à identifier dans la recherche de moyens d'action contre une pathologie liée à la présence ou l'absence d'une molécule donnée (on peut chercher à agir sur la présence ou l'absence du précurseur plutôt que sur celles de la cible initiale).
Par exemple, dans le traitement de la maladie de Parkinson, la baisse du niveau de la dopamine peut être contrée par l'apport de L-dopa, précurseur de la dopamine (il s'agit même du seul traitement largement utilisé dans le traitement de cette maladie).